# William Playfair

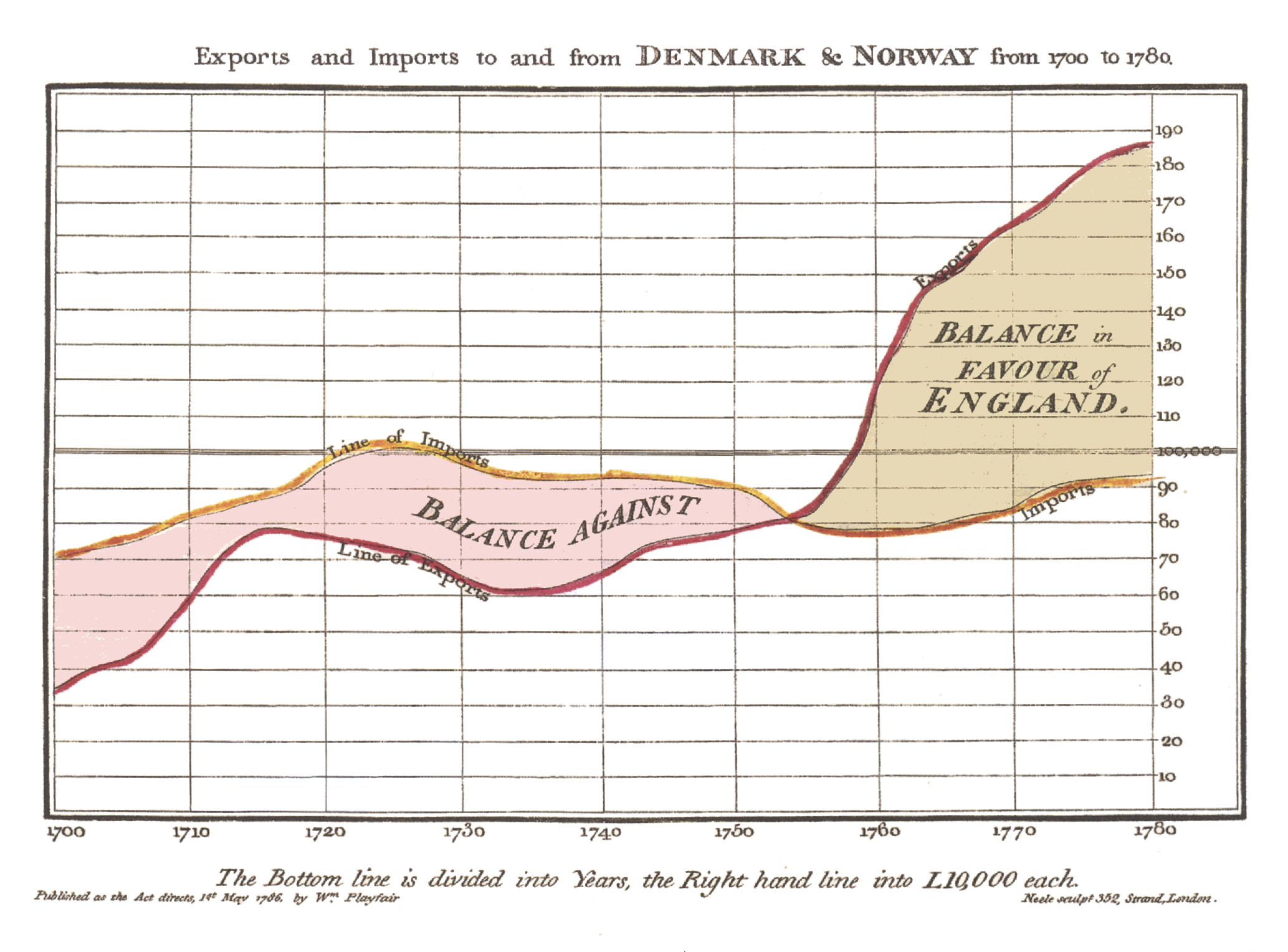
Playfairs diagram som visar handelsbalansen som publicerades 1786 i boken Commercial and Political Atlas

William Playfair, född 22 september 1759, död 11 februari 1823, var en brittisk ingenjör och samhällsekonom. Han är känd som en pionjär inom förmedling av statistik med hjälp av diagram.
Playfair uppfann fyra typer av diagram: 1786 blev han den första som använde stolp- och linjediagram för ekonomiska data, och 1801 uppfann han cirkeldiagrammet för att visa procentandelar.

## Biografi
Playfair föddes under upplysningstiden i Dundee i Skottland i en ekonomisk, kulturell och vetenskaplig blomstringsperiod. Han blev föräldralös som 13-åring. Playfair hade ett varierande yrkesliv. Han var ingenjör, bokhållare, uppfinnare, silversmed, mäklare, ekonom, statistiker, bankman, redaktör, journalist, utpressare och spekulant. År 1782 startade han en silversmedsverksamhet som ganska snart blev nedlagd. År 1787 flyttade han till Paris och deltog i stormingen av Bastiljen två år senare. År 1793 flyttade han till London, där han startade bankverksamhet, men som han inte heller lyckades med. Från 1775 var han skribent och pamflettförfattare vid sidan av en del  ingenjörsarbere.

### Diagram
Playfair ansåg att diagram var ett bättre sätt att formedla tal på än tabeller. Han utgav år 1786 boken The Commercial and Political Atlas i London. Detta verk innehåller 43 tidsseriediagram och ett stolpdiagram. Boken har räknats som ett genombrott på området informationsvisualisering. 
Tjugo år innan Playfair skapade sina viktigaste arbeten, hade Joseph Priestley skapat tidslinjediagram. De var inspirasjonskällan till världens första kända exempel på 
stolpdiagram.
I detta diagram visas Skottlands import och export från 17 länder år 1781. Detta är det första (kända) exemplet som visar kvantitativa data frigjorda både från tvådimensionell geografi (som i kartor) och från tidslinjer. Därmed blev det möjligt att sammanföra talserier visuellt så att de kan jämföras. 

Cirkeldiagram från Playfairs Statistical Breviary från 1801, där han visade hur stor andel av Det osmanska rikets areal som befann seg i Asien respektive Europa och Afrika före 1789

Playfairs bok Statistical Breviary, utgiven i London år 1801 innehåller det som reknas som historiens första cirkeldiagram. 